# Derwentside
Derwentside – były dystrykt w hrabstwie Durham w Anglii. W 2001 roku dystrykt liczył 85 074 mieszkańców.

## Civil parishes
- Burnhope, Cornsay, Esh, Greencroft, Healeyfield, Hedleyhope, Lanchester, Muggleswick i Satley[2].